# Maroscsüged község
Maroscsüged község (románul: Comuna Ciugud) község Fehér megyében, Romániában. Központja Maroscsüged, beosztott falvai Drombár, Lombfalva, Oláhherepe, Sóspatak, Újcsongvaitelep.

## Népessége
A 2011-es népszámlálás adatai alapján a község népessége 3048 fő volt.